# Judith Chevalier
Judith A. Chevalier est une économiste américaine. Ses recherches centrées sur les domaines de la finance et de l'organisation industrielle, portent sur les impacts des nouvelles technologies sur les entreprises, les individus et les politiques.
En 1998, elle est la première lauréate du prix Elaine-Bennett pour la recherche qui récompense une contribution exceptionnelle en recherche économique.

## Biographie
Judith Chevalier sort diplômée de l'université Yale en 1989 et obtient son doctorat du Massachusetts Institute of Technology en 1993. Elle est professeure adjointe d'économie à l'université Harvard pendant un an, avant d'occuper un poste à la Booth School of Business de l'université de Chicago, où elle est titularisée en 1997.

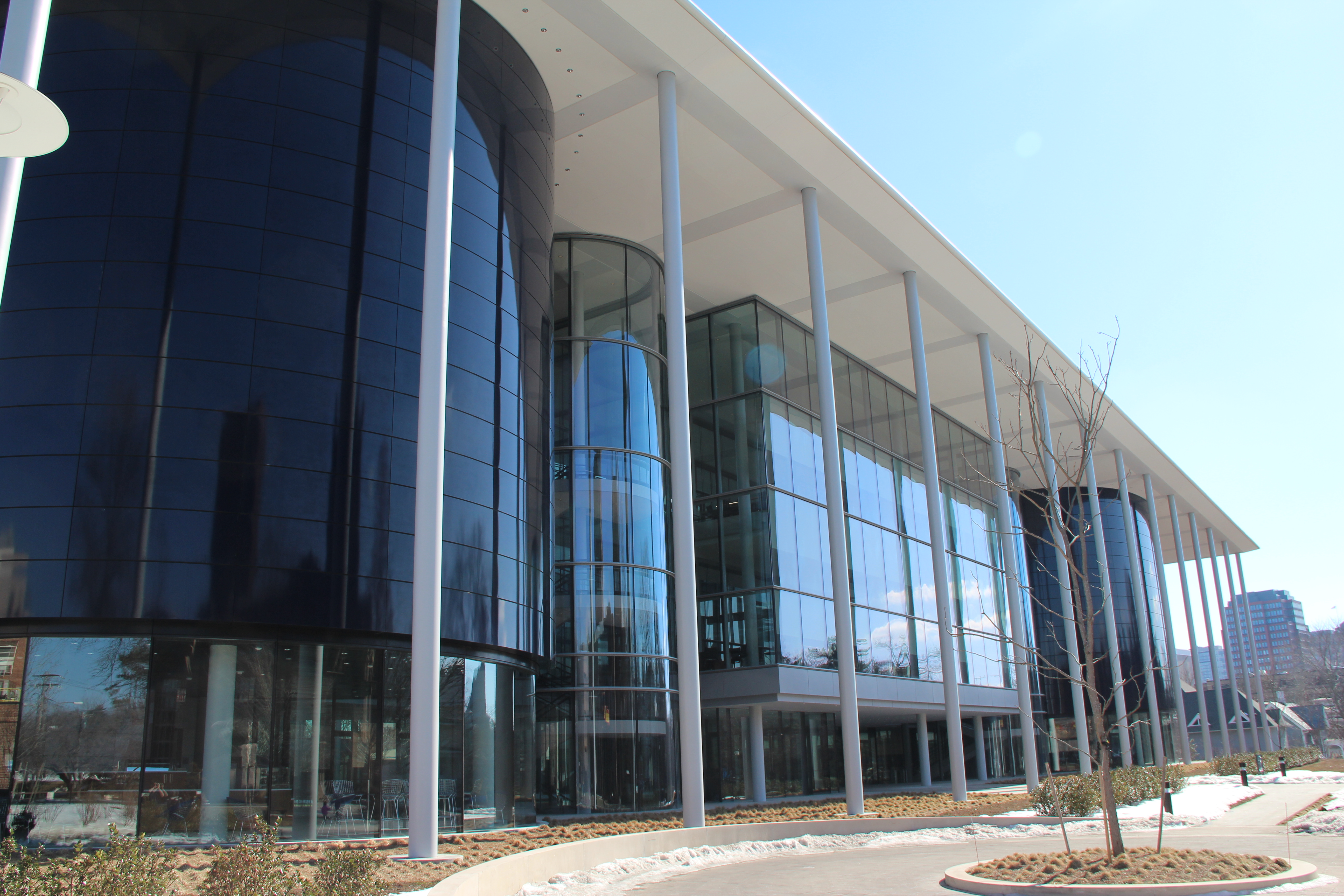
Yale School of Management Evans Hall.

En 2001, elle devient professeure à la Yale School of Management.
Elle a été co-éditrice de l'American Economic Review et de the RAND Journal of Economics.
En 2019, Judith Chevalier est nommée présidente de l'American Economic Association Committee on the Status of Women in the Economics Profession (CSWEP). Elle est également attachée de recherches auprès du National Bureau of Economic Research (NBER).
Ses recherches portent sur la microéconomie appliquée, en particulier les études empiriques de l'organisation industrielle du commerce en ligne et de l'industrie financière. Elle a beaucoup écrit sur le choix et les préoccupations de carrière, les incitations, la flexibilité de l'emploi et le travail à la tâche.
Judith Chevalier exerce parfois une fonction d'expert auprès des tribunaux notamment dans des litiges impliquant des bases de données de recherche en ligne et dans plusieurs affaires impliquant des problèmes de l'industrie du divertissement liés aux droits, aux prix et à la concurrence. Elle a apporté son expertise dans plusieurs affaires antitrust majeures, notamment État de New York contre Intel Corporation, dans laquelle elle a évalué les stratégies commerciales des concurrents de l'industrie des semi-conducteurs et les résultats du marché.

## Publications
Judith Chevalier est l'auteur de nombreux articles, dont :
- JA Chevalier, D Mayzlin, « The effect of word of mouth on sales: Online book reviews », Journal of Marketing Research, vol. 43, no 3,‎ 2006, p. 345–354 (DOI 10.1509/jmkr.43.3.345, lire en ligne)
- J Chevalier, G Ellison, « Risk taking by mutual funds as a response to incentives », Journal of Political Economy, vol. 105, no 6,‎ 1997, p. 1167–1200 (DOI 10.1086/516389, hdl 1721.1/64058 , S2CID 158474211)
- J Chevalier, G Ellison, « Career concerns of mutual fund managers », The Quarterly Journal of Economics, vol. 114, no 2,‎ 1999, p. 389–432 (DOI 10.1162/003355399556034, lire en ligne)
- J Chevalier, G Ellison, « Are some mutual fund managers better than others? Cross‐sectional patterns in behavior and performance », The Journal of Finance, vol. 54, no 3,‎ 1999, p. 875–899 (DOI 10.1111/0022-1082.00130)
- (en) Judith Chevalier, « Capital structure and product-market competition: Empirical evidence from the supermarket industry », The American Economic Review,‎ 1er juin 1995, p. 415–435
- (en) A K Kashyap, JA Chevalier, PE Rossi, « Why Don't Prices Rise During Periods of Peak Demand? Evidence from Scanner Data », American Economic Review, vol. 93, no 1,‎ 2003, p. 15–37
- (en) Abaluck, Jason, Chevalier, Judith A. and all., « The Case for Universal Cloth Mask Adoption and Policies to Increase Supply of Medical Masks for Health Workers », SSRN,‎ 1er avril 2020 (lire en ligne)

## Reconnaissance
- Membre élue de la Société d'économétrie, 2013.
- Subvention de recherche de la Fondation nationale pour la science pour 2011-2014, « Shoppers stratégiques ».
- Prix William F. O'Dell, Journal of Marketing Research, 2011. Pour un article publié dans le Journal of Marketing Research en août 2006.
- Membre élue de l'Académie américaine des arts et des sciences, 2006.
- Prix Elaine-Bennett pour la recherche, 1998
- Prix Smith Breeden « Distinguished Paper », Journal of Finance, 1995. Prix décerné pour un article publié dans le Journal of Finance, septembre 1995.
- Prix Dickerman, université Yale, pour la meilleure thèse en économie, 1989.